# Gli Incredibili: L'Ascesa del Minatore
Gli Incredibili: L'Ascesa del Minatore (The Incredibles: Rise of the Underminer) è un videogioco d'azione del 2005 sviluppato da Heavy Iron Studios e pubblicato da THQ per PlayStation 2, Xbox, Nintendo GameCube, Microsoft Windows e Mac OS X. Il gioco costituisce un sequel del lungometraggio Gli Incredibili, di cui è stato realizzato un videogioco da parte degli stessi sviluppatori de L'Ascesa del Minatore.

## Trama
La storia de L'Ascesa del Minatore si svolge al termine degli eventi del primo film. Gli eventi narrati nel film Gli Incredibili 2 (2018) rendono la trama del gioco non canonica.